# Erotikfilm
Als Erotikfilm oder Softporno werden Spiel- oder Fernsehfilme bezeichnet, die hauptsächlich erotische Inhalte zeigen. Üblicherweise in Spielfilm-Länge ist ihre Handlung von Darstellungen simulierten, nicht explizit gezeigten Geschlechtsverkehrs durchsetzt. Das Softcore-Genre wird oft auch als Middlebrow bezeichnet und gilt als für den Ottonormalverbraucher zugängliche Kunst.

## Definition
Zur genauen Definition des Genres und insbesondere der Abgrenzung zwischen Hard- und Softcore gibt es verschiedene Ansätze; diese hängen eng mit der Definition von Pornographie zusammen. Wird Pornographie darüber definiert, dass sie der sexuellen Erregung des Betrachters dient, so können Softcore-Filme im Allgemeinen zur Pornographie gezählt werden. Eine andere Herangehensweise ist die Definition von Pornographie über das Kriterium des Mainstreams. Sexuelle Darstellungen, die außerhalb des Mainstreams liegen, werden als Pornographie bezeichnet. Diese Definition erfüllt der Erotik- oder Softcore-Film nicht, da er aufgrund der mangelnden Explizitheit der sexuellen Darstellungen nicht außerhalb dieses Mainstreams liegt. Diese Einteilung spiegelt sich auch in gesetzlichen Bestimmungen wider. Während Pornofilme im Allgemeinen keine Jugendfreigabe erhalten (X-Rating), werden Softcore-Filme meist als R oder NC-17 in den USA eingestuft. Die Einstufung mit R ist für die produzierenden Firmen auch insofern von Interesse, als mit einer solchen Einstufung ein breiterer Markt erreicht werden kann.
Gegenüber den sogenannten Porno- und Sexfilmen grenzen sich Erotikfilme durch den Umfang der Handlung und die Stellung der Sexualität innerhalb der Handlung ab. Sexfilme beinhalten eine direktere Darstellung von Sexualität. Bei Erotikfilmen ist jedoch die geringere Explizitheit bei Darstellungen des sexuellen Akts typisch. Während in Softcore-Produktionen eher der menschliche Körper in seiner Gesamtheit zur Schau gestellt wird, konzentriert sich der pornografische Film auf die Genitalien der Darsteller. Softpornos enthalten somit trotz der namentlichen Nähe keine Pornografie im Sinne des Gesetzgebers und sind aus diesem Grunde heraus auch beispielsweise im offenen Rundfunk ausstrahlbar. Großaufnahmen von erregten Geschlechtsteilen (erigierter Penis bzw. geöffnete Vulva) werden ebenso wenig explizit gezeigt wie jegliche Form der Penetration. Des Weiteren sind die sexuellen Handlungen in Softpornos im Allgemeinen oft nur simuliert. Es findet kein wirklicher Geschlechtsverkehr zwischen den Darstellern statt und oft werden sogar spezielle Vorkehrungen getroffen, um die primären Geschlechtsteile während des Drehs zu bedecken. Diese Maßnahmen werden dann durch entsprechende Kameraführung dem Auge des Zuschauers verborgen. Eine Ausnahme bilden hierbei Produktionen, die sowohl für den Softcore- als auch den Hardcore-Markt gleichzeitig gedreht wurden. Hierbei wird durch entsprechenden Schnitt des gleichen Ausgangsmaterials sowohl eine Hardcore- als auch eine Softcore-Variante eines Filmes gedreht und diese getrennt vertrieben. Beispielsweise sind die Filme Im Gasthaus zum scharfen Hirschen von Hans Billian oder AD 6969 von Paul Thomas in einer soften und einer Hardcore-Version entstanden. Eine solche parallele Produktion für zwei Märkte kann durch zwei Techniken erreicht werden: Durch aktive Änderung durch die Darsteller oder durch die Verwendung mehrerer Kameras. Dabei spricht man von hot-Kameras, die möglichst explizite Aufnahmen liefern, und cold-Kameras, die mit größerem Abstand filmen. Die Unterscheidung über die Darstellung durch die Akteure beschreibt der Regisseur Paul Thomas folgendermaßen:

“Woman's legs in the air, it's soft-core, legs on the ground, it's hard-core”

„Sind die Beine der Frau in der Luft, ist es Softcore, sind die Beine am Boden, ist es Hardcore“

Seit Ende der 1990er Jahre verschieben sich die Unterschiede zwischen Softcore- und Hardcore-Filmen. Heutige Filme ohne Altersbeschränkung („unrated“) sind teilweise expliziter als viele nicht jugendfreie Filme aus der Zeit von Deep Throat (1972). Vor dem Film Femalien (1996) von Surrender Cinema waren Filmeinstellungen mit sichtbaren Schamlippen sehr selten. Inzwischen sind lange und mittellange Aufnahmen von Schamlippen üblich in Playboy-Filmen. Auch das Kriterium, sexuelle Darstellungen in Softpornos seien rein simuliert, verwässert. Laut Softcore Reviews sind viele Szenen oralen Geschlechtsverkehrs nicht simuliert, sondern es findet echter Oralverkehr zwischen den Darstellern statt. Als Grund hierfür werden die starke Verbreitung des Internets genannt sowie die Rechtsprechung in den 1990er Jahren in den USA. Zusätzlich werden vermehrt Darstellerinnen mit Hardcore-Hintergrund gecastet (beispielsweise Tracy Smith, Teanna Kai oder Holly Sampson), die eine wesentlich geringere Hemmschwelle hinsichtlich der Explizitheit der Aufnahmen haben. Weiterhin tabu sind jedoch die Sichtbarkeit von Erektionen und Penetration sowie Nahaufnahmen von Genitalien.

## Entwicklung
Wie bei vielen „neuen“ Techniken (Drucktechnik, Fotografie, Telefon und Video als Medien oder Bildschirmtext und Internet als Transportweg) wurde auch der Film sehr schnell zur Herstellung von erotischen und pornografischen Aufnahmen entdeckt. Zuvor waren bereits in den Stereo- und Kinetoskopen erotische Darstellungen zu finden. Die dort am häufigsten dargestellten Szenen waren in den erotischen Filmproduktionen der frühen Stummfilmzeit häufig wiederzufinden. Die vier häufigsten, immer wiederkehrenden Sujets der frühen Stummfilmerotik waren Tanzszenen, Voyeurismus, Entkleidungsszenen und das Thema „Der Künstler und sein Modell“.
Der älteste erhaltene Erotikfilm – Inhalt ist eine Entkleidungsszene – stammt von Eugène Pirou und Albert Kirchner, der für Pirou unter dem Künstlernamen „Léar“ Regie führte. Der Film Le Coucher de la Mariée von 1896 zeigte Mlle. Louise Willy beim Striptease. Pirous Film inspirierte ein Genre von schlüpfrigen französischen Filmen, die sich entkleidende Frauen zeigten, als andere Filmproduzenten die möglichen Profite erkannten.
Einer der ersten Filme mit erotischen Tanzszenen war der 1893 entstandene Film Dolorita in the passion dance, der erstmals auf der Weltausstellung von Chicago zu sehen war. Das in vielen Erotikfilmen beliebte Sujet „Der Künstler und sein Modell“ ist erstmals 1899 nachgewiesen: his masterpiece; darin ist ein Künstler beim Zeichnen einer nackten Frau zu sehen, bis er schließlich der realen Frau zu Füßen fällt.
Die Blütezeit der erotischen Filmaufnahmen war jene der Wanderkinos, die bis Mitte der 1900er Jahre, als noch kaum feste Kinos vorhanden waren, die wichtigsten Filmvorführer waren. Um möglichen Zensurmaßnahmen zu entgehen, spielten Wanderkinobesitzer häufig erst am letzten Abend eines Aufenthaltes ihre erotischen Filme, die im deutschsprachigen Raum häufig als „pikante Films“, „pikante Films für Herrenabende“ oder so ähnlich bezeichnet wurden.
Größter Hersteller erotischer Kurzfilme war Frankreich, wo auch die großen Filmgesellschaften wie Pathé erotische Aufnahmen drehten. Je bekannter eine Filmgesellschaft wurde, umso mehr wurde die Erotik in den Filmen nur noch angedeutet und im Falle von Pathé letztendlich eingestellt, da die Herstellung von unproblematischen und weltweit erfolgreichen Spielfilmen nicht in Gefahr gebracht werden sollte. Im deutschsprachigen Raum waren die deutsche Venus Film und die österreichische Saturn-Film international exportierende Hersteller erotischer Kurzfilme.
Das Genre der Softcore-Filme entstand Ende der 1960er Jahre als Subgenre des Sexploitationfilms. Dabei hob es sich hauptsächlich durch eine stärkere Sexualisierung von diesem ab. Diese erste Blütezeit der Erotikfilme dauerte bis 1973. Als hauptsächliche Gründe für den folgenden Rückgang zu dieser Zeit werden die Konkurrenz durch Hardcore-Pornographie sowie die steigende Offenheit in Hollywood-Filmen genannt. Außerdem spielte auch die geänderte Rechtsprechung in den USA nach dem zentralen Fall Miller gegen Kalifornien, der eine neue Definition von Obszönität zur Folge hatte, eine Rolle. Als letzter Grund wird der Rückgang an Grindhouse-Kinos in Folge steigender Grundstückskosten genannt, da diese Kinos der zentrale Verbreitungsweg waren.
Eine zweite Blütezeit erlebte das Genre ab den 1990er Jahren, als Pay-TV-Sender in den USA begannen, die Produktion neuer Erotikfilme zu finanzieren. Während diese Sender im vorhergehenden Jahrzehnt noch hauptsächlich auf die Ausstrahlung älterer Sexploitation-Filme setzten, so änderten insbesondere Showtime und HBO in den 1990ern ihre Strategie in Hinsicht auf Erotik-Formate. Inzwischen sind neben dem Kabelfernsehen und Pay-Per-View der Video- bzw. DVD-Verleih sowie der Onlinevertrieb die zentralen Vertriebswege für Softcore-Filme.

## Motive
Betreffend der Rahmenhandlung lassen sich keine durchgehend vorhandenen Motive feststellen. Vielmehr ist die Handlung aus verschiedensten Genres von Horror über Komödien bis hin zu Science Fiction entlehnt. Ein häufig vorkommender Typ sind Parodien bzw. Spoofs bekannter Filme. Insbesondere die Produktionsgesellschaft Seduction Cinema bedient dieses Genre.
Typische Motive lassen sich jedoch in Hinsicht auf die Liebesszenen feststellen. Eine sehr stark verbreitete narrative Linie ist die Betonung der romantischen Liebe. Typischerweise zeigen Softcore-Filme bestimmte Arten von sexueller Interaktion. Der heterosexuelle vaginale Geschlechtsverkehr mit einem männlichen Protagonisten ist die dominierende Art der Liebesszene. Sexuelle Darstellungen außerhalb dieser Norm dienen oft nur als Vorspiel für den abschließenden heterosexuellen Akt. Die verbreitetsten Beispiele für solches Vorspiel sind in heutigen Softcore-Filmen Oralsex, weibliche Masturbation, lesbische Aufnahme (als „Girl-on-Girl“ bezeichnet) sowie Gruppensex. Weitere typische Elemente sind Striptease, Bade- und Duschszenen, Model-Auftritte, Voyeurismus sowie Dreier. Orgien mit einer großen Teilnehmerzahl oder Analsex werden kaum gezeigt, während BDSM und diverse Fetisch-Praktiken maximal in stark simplifizierter Form vorkommen. Sexuelle Gewalt und insbesondere Vergewaltigungen spielen nahezu keine Rolle.

## Akteure
Seit Mitte der 90er Jahre wird die Industrie für Softcore-Filme von einer relativ kleinen Gruppe gebildet. Es gibt nur wenige Labels, welche meist auf 35 mm mit geringen Budgets aufnehmen und auch Produzenten, Regisseure, Komponisten, Talentmanager und Darsteller setzen sich aus einem nicht sehr großen Pool zusammen.
Bekannte Produktionsstudios sind: Mystique und Indigo, die beide zu Playboy gehören, Seduction Cinema sowie Mainline Releasing Group.

### Bekannte Regisseure
- Tom Lazarus (Indigo) ist einer der herausragenden Softcore-Regisseure der heutigen Zeit. Zu seinen bekanntesten Filmen zählen House of Love, Word of Mouth, Voyeur Confessions und The Exhibitionist Files.
- Fred Olen Ray
- Jim Wynorski